# Gliocladiopsis tenuis
Gliocladiopsis tenuis är en svampart som först beskrevs av Bugnic., och fick sitt nu gällande namn av Crous & M.J. Wingf. 1993. Gliocladiopsis tenuis ingår i släktet Gliocladiopsis och familjen Nectriaceae.   Inga underarter finns listade i Catalogue of Life.